# Sausti
Sausti is een plaats in de Estlandse gemeente Kiili, provincie Harjumaa. De plaats heeft de status van dorp (Estisch: küla).

## Bevolking
Het dorp had 161 inwoners op 31 december 2011 en 183 inwoners op 31 december 2021.

## Ligging
Het dorp ligt tegen de grens tussen de gemeenten Kiili en Saku. Het buurdorp in de gemeente Saku heet Saustinõmme.